# In This Moment
Gli In This Moment sono un gruppo musicale metalcore statunitense, formatosi nel 2005 a Los Angeles.
Il loro album di debutto, Beautiful Tragedy, è stato pubblicato nel 2007, seguito dal secondo album The Dream, pubblicato l'anno successivo e debuttando al numero 73 della Billboard 200. Il terzo album della band, A Star-Crossed Wasteland è stato pubblicato nel 2010, e il loro quarto album intitolato Blood nell'agosto 2012, debuttando al numero 15 della Billboard 200. Il quinto album Black Widow è stato pubblicato nel novembre 2014 e ha debuttato all'ottava posizione della Billboard 200. Ritual, il sesto album in studio, è stato pubblicato nell'estate del 2017 e ha debuttato al numero 23 della Billboard 200. Il loro settimo album in studio, Mother, è stato pubblicato il 27 marzo 2020.
La formazione della band è cambiata più volte: Landry è stato sostituito da Kyle Konkiel nel 2009 e Konkiel è stato sostituito da Travis Johnson nel 2010. Jeff Fabb e Blake Bunzel hanno lasciato la band nel 2011, e sono stati sostituiti rispettivamente da Tom Hane e Randy Weitzel. Nel marzo 2016, il batterista Tom Hane ha annunciato la sua partenza dalla band ed è stato sostituito da Kent Diimmel, precedentemente dei 3 By Design.
Nel corso della loro carriera, la band si è esibita in numerosi tour e festival importanti tra cui l'Ozzfest, il Warped Tour e il Download Festival.

## Carriera

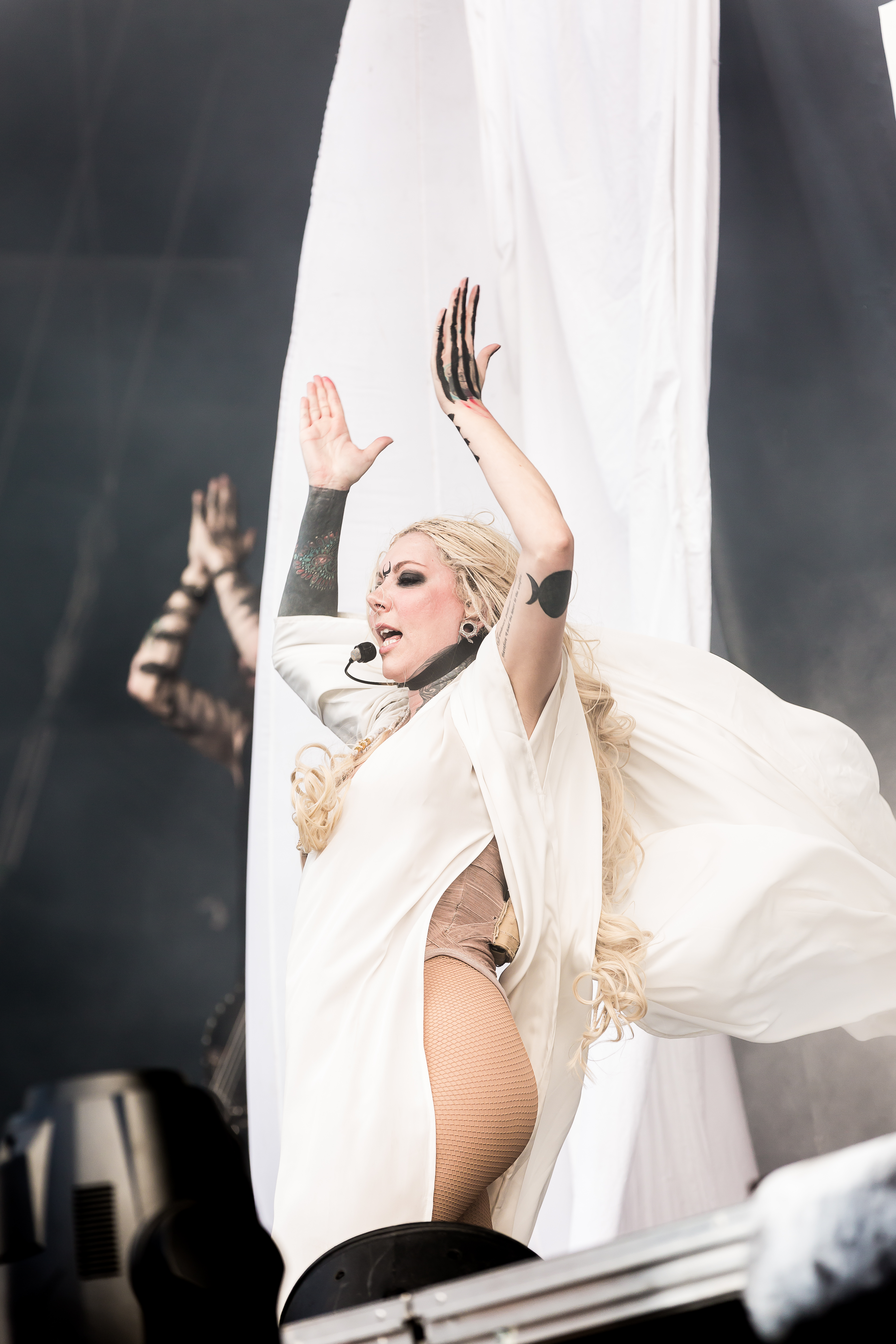
Maria Brink dal vivo nel 2018

Nell'agosto 2005, la cantante Maria Brink e il chitarrista Chris Howorth si sono conosciuti grazie a degli amici in comune. Dopo aver preso confidenza, e vedendo che c'era molto in comune tra loro, hanno iniziato a scrivere canzoni insieme.
Poco dopo entrò a far parte della band il batterista Jeff Fabb e i tre formarono il gruppo Dying Star. All'inizio del 2005, il gruppo era composto da: Maria Brink, Chris Howorth, Jeff Fabb, Bunzel Blake come chitarrista e Josh Newell come bassista.
La band ha creato un sito myspace e ha caricato delle demo che aveva registrato. Le demo includevano Ashes, The Legacy of Odio, Next Life, This Moment, e Prayers, aggiungendo anche una reinterpretazione della canzone Postmortem degli Slayer.
Durante l'estate del 2005, Newell lasciò il gruppo per concentrarsi su un proprio progetto, chiamato Ketaset. Anche Pascual Romero lasciò la band, sostituito poi da Landry Jesse. Con la nuova formazione la band cambiò nome da Dying Star a In This Moment.

### Beautiful Tragedy
Alla fine 2005, gli In This Moment hanno raccolto molti fan attraverso internet, iniziando un marketing Tour per farsi conoscere dalla gente. Questo ha suscitato un interesse dalla casa discografica Century Media Records e, successivamente, un contratto discografico.
Entrano in studio nell'anno 2006 per l'inizio del loro album di debutto. A fine anno completano l'album e il 20 marzo 2007 esce l'album Beautiful Tragedy. Nell'album includono anche le canzoni che la band ha caricato sul proprio myspace, tranne la reinterpretazione degli Slayer.
Il primo singolo dell'album è stato Prayers a cui seguono Beautiful Tragedy e Surrender. L'ultimo singolo viene pubblicato come EP.
L'album è stato prodotto da Eric Rachel e combina suoni caratteristici del metalcore e dell'hard rock, mentre i testi delle canzoni sono tutte tratti dalle esperienze personali di Maria Brink, riguardanti l'abbandono. Maria Brink ha uno stile di voce molto particolare, in quanto riesce a combinare voce pulita e screamo.
Il rapido successo dell'album ha spinto gli In This Moment al fianco delle maggiori band della scena hard rock mondiale in alcuni tour tra cui The Hottest Chicks in Metal Tour 2007 con i Lacuna Coil, l'Ozzfest nelle estati del 2007 e 2008 con Megadeth, Rob Zombie e Ozzy Osbourne.

### The Dream

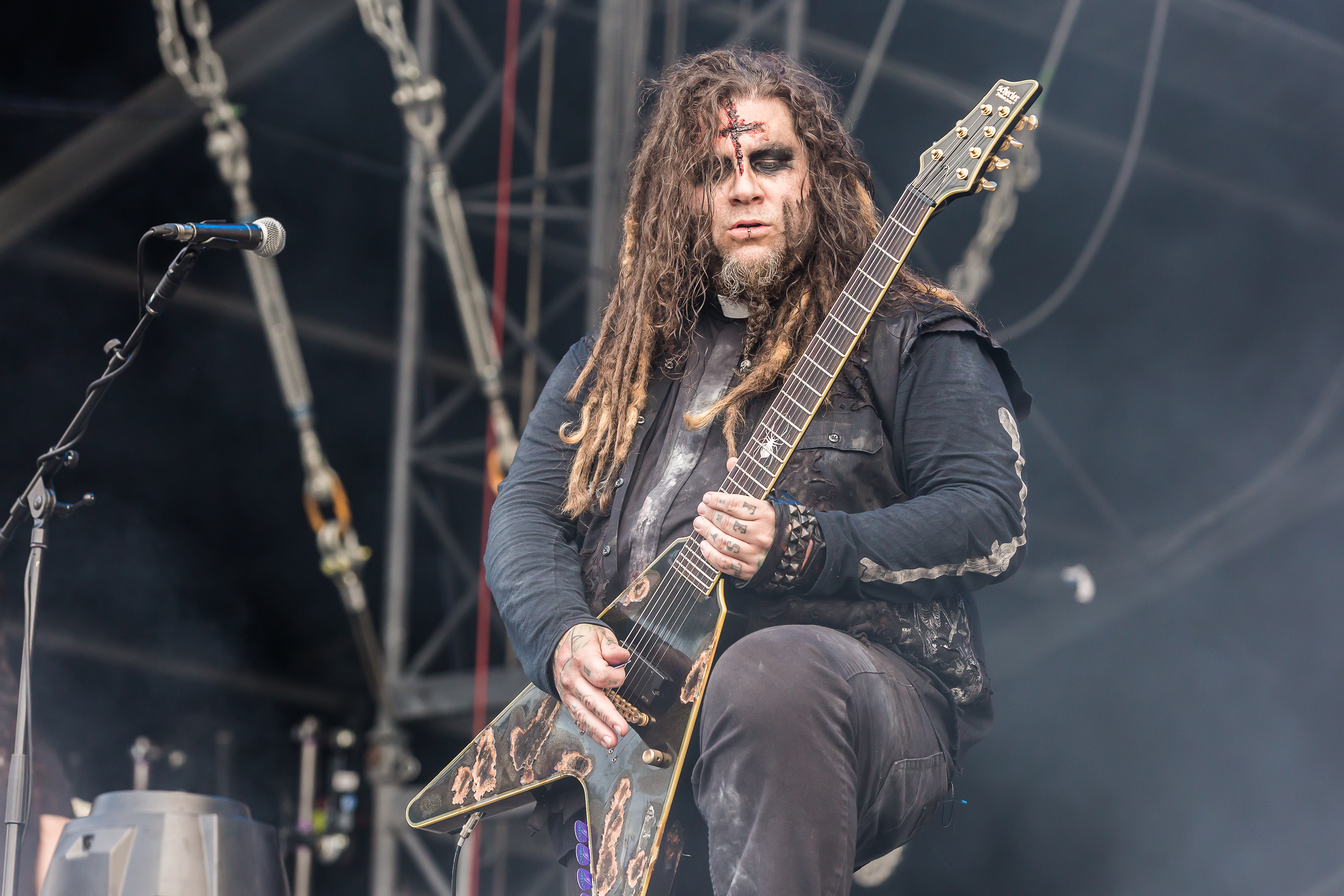
Chris Howorth durante un'esibizione della band in Germania

Il 30 settembre 2008 gli In This Moment pubblicano il loro secondo album intitolato The Dream. Come primo singolo del nuovo album esce Forever.
L'album ha ricevuto recensioni positive e ha debuttato sulla Billboard 200 alla posizione n. 70 nella sua prima settimana di pubblicazione.
L'album è stato prodotto da Kevin Churko. The Dream è caratterizzato da una approccio meno pesante, rispetto al precedente album, Beautiful Tragedy. In questo album Maria utilizza pochissimo lo scream, infatti ha affermato che quest'album è stato una sfida per lei; essendo abituata a cantare urlando, cantare in modo normale è stato una cosa complicata.
Per supportare la pubblicazione dell'album, la band partì per un tour con Five Finger Death Punch, Mudvayne, Papa Roach. Hanno fatto la loro comparsa anche nel "Give It a Name Tour" nel Regno Unito e anche al 2009 "Warped Tour", suonando sullo Ernie Ball stage. Hanno suonato anche al Download Festival 2009 a Donington.
Il secondo singolo di The Dream è una cover di Blondie, ovvero Call Me. Il secondo singolo fa parte di un re-release di The Dream chiamato The Dream: Ultra Violet Edition, che comprende brani inediti e performance acustiche.

### A Star-Crossed Wasteland
Nell'autunno del 2009, Maria Brink e Chris Howorth annunciano che la band ha cominciato a scrivere nuove canzoni per il prossimo album, che sarà più scuro e più pesante dei precedenti. La Brink ha anche rivelato il titolo dell'album che si chiamerà A Star-Crossed Wasteland sul loro sito ufficiale nel mese di febbraio 2010.
Il primo singolo, Gunshow, è stato pubblicato su iTunes e in anteprima sul loro profilo Myspace il 1º giugno 2010, e sulla pagina ufficiale di Facebook pochi giorni dopo. La band ha pubblicato un altro brano, Just Drive sulla loro pagina di Facebook ufficiale il 3 luglio 2010, però Just Drive non è stato pubblicato come singolo. Il secondo singolo è The Promise, in cui Maria Brink duetta con Adrian Patrick, cantante degli Otherwise. All'inizio ne doveva far parte Ivan L. Moody dei Five Finger Death Punch, che ha una parte nella canzone Iron Army. Nell'estate del 2010, la band suonerà al Mayhem Festival 2010 insieme ad altri gruppi tra cui, Korn, Rob Zombie, Five Finger Death Punch, Hatebreed, Shadows Fall e molti altri.

### Blood
Il 14 maggio 2012 la band annuncia che il nuovo album, intitolato Blood, sarebbe stato pubblicato il 14 agosto dello stesso anno. Nell'attesa, il singolo Blood è stato pubblicato il 14 giugno sul profilo Myspace del gruppo.
Per supportare Blood, la band ha intrapreso un breve tour in prima persona. Più tardi, nel 2012, hanno continuato a supportare Shinedown e Papa Roach nel loro tour estivo in prima fila negli Stati Uniti. La band è anche apparsa al Festival degli Uproar 2012, alla crociera musicale ShipRocked 2012 e al tour Carnival of Madness del 2013.

### Blood at the OrpheumeBlack Widow
Il 21 gennaio 2014 viene pubblicato con l'etichetta Century Media Records l'album live Blood at the Orpheum. Il 5 febbraio 2014 il gruppo firma un contratto con la Atlantic Records. Il 4 novembre 2014 il gruppo pubblica il singolo Sick Like Me, in anticipazione al quinto album in studio, intitolato Black Widow, pubblicato tra il 14 novembre e il 18 novembre 2014.
Il 5 maggio 2015 il gruppo ha pubblicato la raccolta Rise of the Blood Legion - Greatest Hits (Chapter 1).
Nel marzo 2016 il batterista Tom Hane lascia il gruppo.

### Ritual

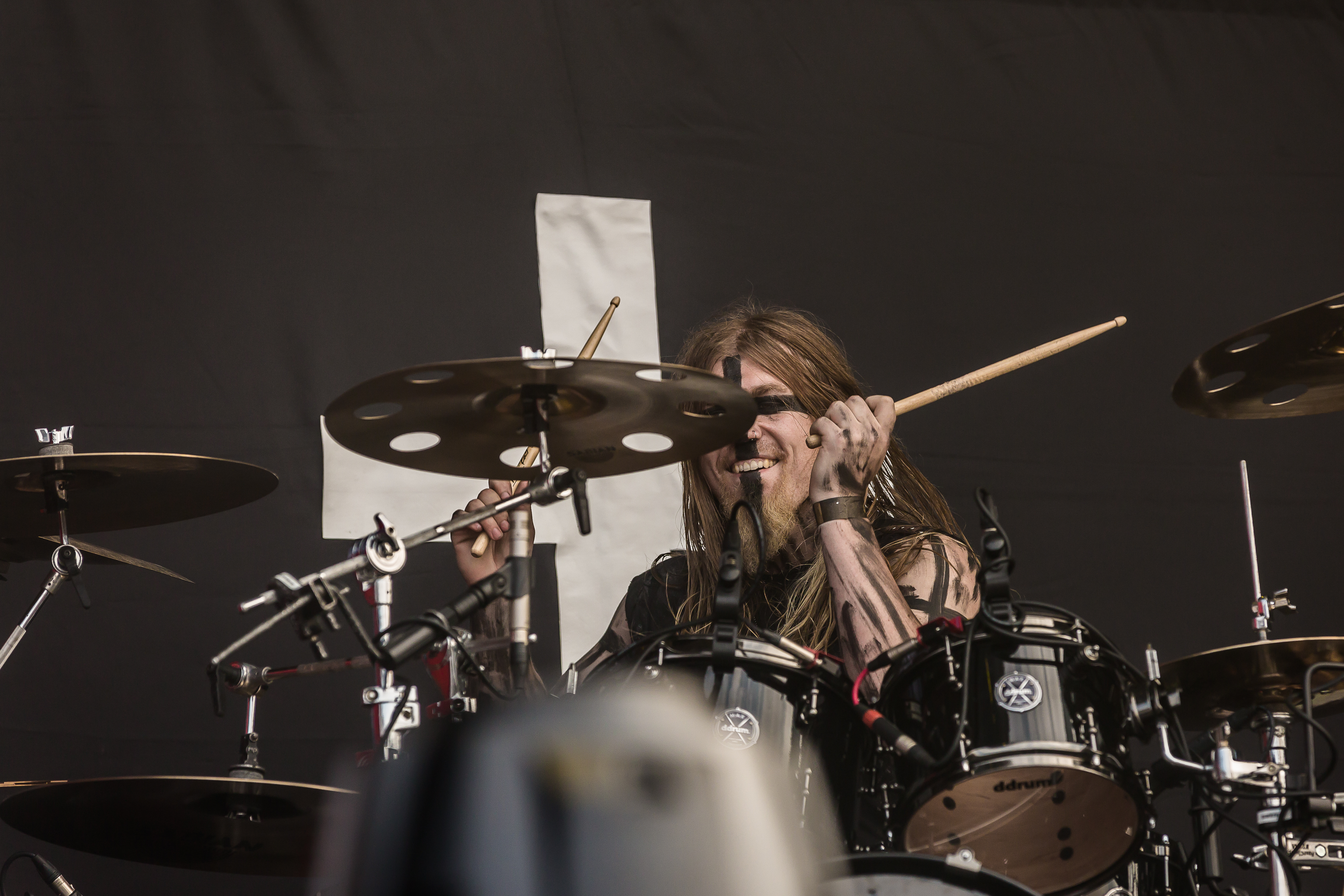
Il batterista Kent Diimmel

L'11 maggio 2017 il gruppo rivela titolo e copertina di Ritual, sesto album in studio, e il giorno successivo viene pubblicato il video del brano Oh, Lord e viene annunciata la data di pubblicazione dell'album, prevista per il 21 luglio 2017. Il 16 giugno viene pubblicato il lyric video del brano Roots.
L'album ha debuttato al numero 23 della Billboard 200, vendendo circa 22 000 copie. Il 14 ottobre 2018, Chris Howorth ha pubblicato una foto sulla sua pagina Instagram in cui si afferma che la produzione del settimo album della band è già in fase di produzione.

### Mother
Il 12 novembre, un breve video con sfarfallio e testo rotante con la parola "Mother" è stato caricato su Instagram ufficiale della band. Il sito ufficiale della band presenta anche questo clip di testo in movimento prima di accedere al sito. La splash page porta una didascalia che recita "Summer 2019". Successivamente, il 17 febbraio 2019, Maria Brink ha pubblicato un breve video di se stessa diretto a The Hideout Recording Studio a Las Vegas. Un articolo pubblicato da Loudwire afferma che è molto probabile che la band si ripresenterà con il produttore Kevin Churko, che ha prodotto gli ultimi cinque album, incluso Ritual. Il 24 febbraio 2019, Brink ha pubblicato un altro video della band che lavora in studio, con la didascalia "Studio Nights" e l'hashtag "Mother".
Un headliner tour di primavera è stato avviato il 3 maggio 2019 con un nuovissimo spettacolo che si collega al tema del nuovo disco, Mother, provvisoriamente previsto per l'uscita nell'autunno 2019. Il 25 marzo, Disturbed ha annunciato un tour estivo, con In This Moment che aprirà per la seconda metà del tour.
Il 15 settembre, la band ha annunciato che il loro nuovo singolo The In-Between sarebbe stato pubblicato il 31 ottobre su Twitter. Tuttavia, il 1º novembre, hanno detto ai fan su Instagram che l'uscita sarebbe stata rinviata all'inizio del 2020.
Il 12 novembre, un altro post su Instagram ha annunciato che marzo 2020, avvierà un nuovo tour, comparendo insieme a Black Veil Brides e ad alcuni altri atti ospiti. Il tour sarà accompagnato dal nuovo album Mother.
All'inizio di gennaio 2020, In This Moment ha pubblicato diversi teaser, immagini e clip, riguardanti il prossimo album, Mother sul loro Instagram. La maggior parte portava varie didascalie come "coming soon" e "è quasi ora". Il 20 gennaio, In This Moment ha pubblicato un video per The In-Between con una didascalia che recita "Mercoledì lo svelamento sarà alle porte" seguito da un'emoji lunare. Il 21 gennaio, la band ha aggiunto un post alla loro pagina Facebook un collegamento a un timer per il conto alla rovescia su YouTube con il lancio del video musicale The In-Between (Heaven & Hell) mercoledì 22 gennaio. Il 22 gennaio, la band ha annunciato ufficialmente che il loro prossimo settimo album in studio intitolato Mother uscirà il 27 marzo 2020. Il 21 febbraio, la band pubblicò il secondo singolo dell'album intitolato Hunting Grounds con Joe Cotela dei Ded. Il 19 marzo, una settimana prima della pubblicazione dell'album, la band pubblicò il loro terzo singolo As Above, So Below.

## Stile musicale e influenze
In This Moment è stato descritto come un gruppo gotico e metal alternativo con radici metalcore. L'album di debutto della band Beautiful Tragedy e il loro terzo album A Star-Crossed Wasteland sono entrambi metalcore. Il secondo album della band The Dream mostra una tendenza al metal più alternativo e un suono rock alternativo. La band ha iniziato a utilizzare elementi di genere industriale ed elettronico in album successivi come Blood e Black Widow. Black Widow è stato anche descritto come metal gotico. La band cita i Pantera, Black Sabbath, Metallica, Slayer, Sepultura, Iron Maiden, Judas Priest, Whitesnake, Ratt, Mötley Crüe, Deftones, Nirvana, Dead Can Dance e M83 come loro influenze.

## Formazione

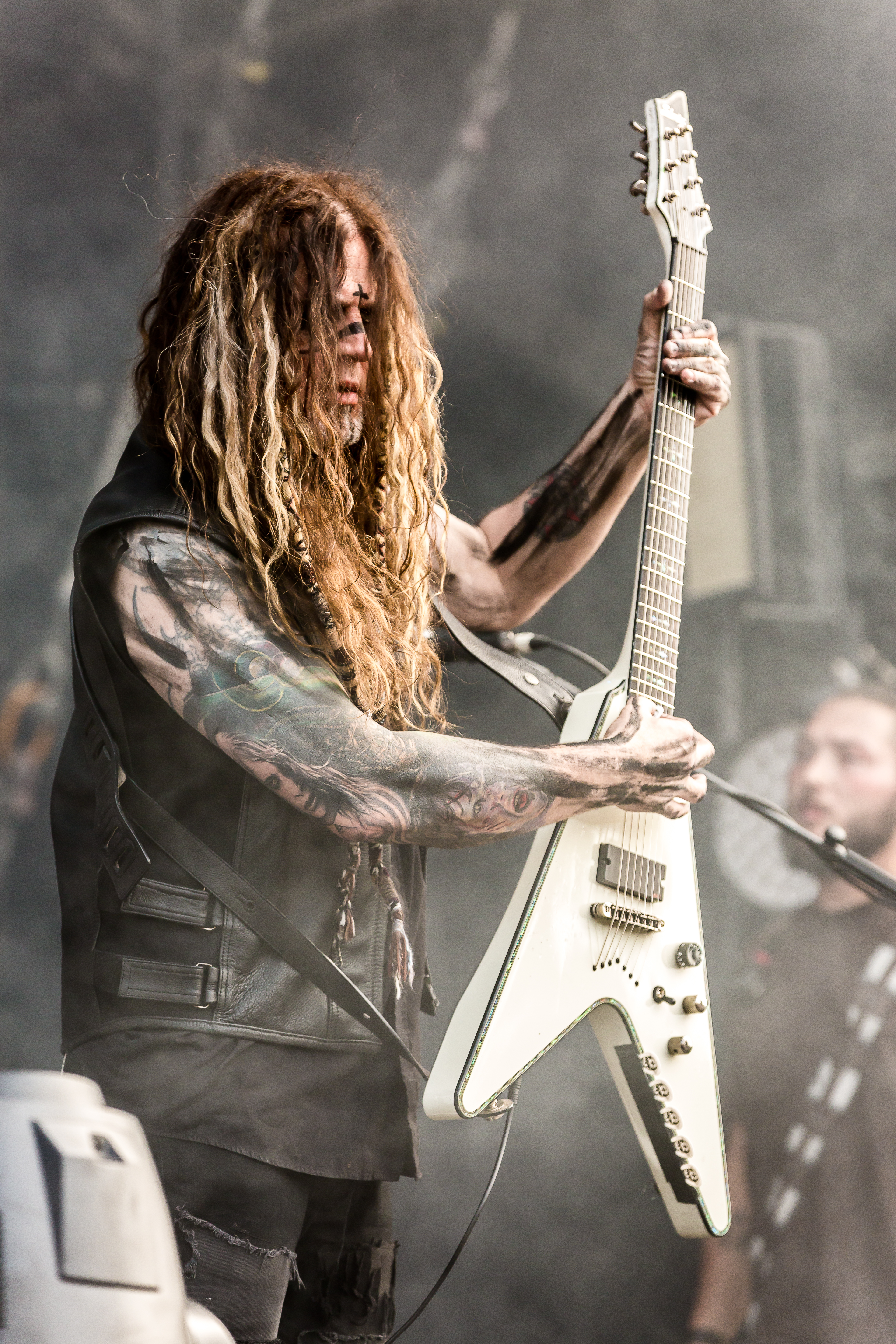
Il chitarrista ritmico Randy Weitzel

### Formazione attuale
- Maria Brink – voce, pianoforte (2005-presente)
- Chris Howorth – chitarra solista, cori (2005-presente)
- Randy Weitzel – chitarra ritmica (2011-presente)
- Travis Johnson – basso, cori (2010-presente)
- Kent Diimmel - batteria (2016-presente)

### Ex componenti
- Josh Newell – basso, cori (2005)
- Pascual Romero – basso (2005)
- Jesse Landry – basso, cori (2005-2010)
- Jeff Fabb – batteria (2005-2011)
- Blake Bunzel – chitarra ritmica, cori (2005-2011)
- Kyle Konkiel - basso, cori (2009-2010)
- Tom Hane – batteria (2011-2016)

## Discografia

### Album studio
- 2007 – Beautiful Tragedy
- 2008 – The Dream
- 2010 – A Star-Crossed Wasteland
- 2012 – Blood
- 2014 – Black Widow
- 2017 – Ritual
- 2020 – Mother
- 2023 – Godmode

### Album dal vivo
- 2014 – Blood at the Orpheum

### Raccolte
- 2015 – Rise of the Blood Legion - Greatest Hits (Chapter 1)

### Singoli
- 2007 – Prayers
- 2007 – Beautiful Tragedy
- 2007 – Surrender
- 2008 – Forever
- 2009 – Call Me (Blondie cover)
- 2010 – The Gun Show
- 2010 – The Promise
- 2012 – Blood
- 2013 – Adrenalize
- 2013 – Whore
- 2014 – Sick Like Me
- 2014 – Big Bad Wolf
- 2014 – Sex Metal Barbie
- 2017 – Oh Lord
- 2017 – Roots
- 2017 – In the Air Tonight (Phil Collins Cover)
- 2018 – Black Wedding
- 2020 – The In-Between
- 2020 – Hunting Grounds (feat. Joe Cotela)
- 2020 – As Above, So Below

### Video musicali
- 2006 – Prayers
- 2007 – Beautiful Tragedy
- 2008 – Forever
- 2009 – Call Me
- 2010 – The Gun Show
- 2012 – Blood
- 2013 – Adrenalize
- 2013 – Whore
- 2014 – Sick Like Me
- 2014 – Big Bad Wolf
- 2015 – Sex Metal Barbie
- 2016 – The Fighter
- 2017 – Oh, Lord
- 2017 – Roots
- 2018 – Black Wedding
- 2020 – The In-Between